# Manfred Markus
Manfred Markus (* 15. Februar 1941 in Hagen) ist ein Anglist mit deutscher und österreichischer Staatsbürgerschaft.

## Leben
Markus studierte von 1960 bis 1967 an der Universität Heidelberg (Anglistik, Germanistik, Philosophie und Pädagogik), der University of Reading und der Universität Göttingen, an der er 1964 bis 1967 das Staatsexamen in Philosophie, Pädagogik, Deutsch und Englisch ablegte. Von 1967 bis 1974 war er Hilfskraft bzw. Assistent am Institut für Anglistik der Universität Regensburg, an der er 1970 promoviert wurde (Anglistik, Germanistik). Von 1974 bis 1975 war er Visiting Associate Professor an der University of Massachusetts Amherst. Im Jahre 1981 folgte die Habilitation an der Universität Regensburg (Englische Philologie).
Von 1981 bis 2009 war Markus ordentlicher Professor für Englische Sprache und Ältere englische Literatur an der Universität Innsbruck (vormals Lehrstuhl von Karl Brunner), an der er auch Vorstand des Instituts für Anglistik war (1985 bis 1995 und 2006 bis 2008). Daneben lehrte er bei zahlreichen Gastprofessuren und Gastvorträgen in den USA, Großbritannien, Frankreich, Italien, Spanien, Deutschland, Österreich, Japan, Dänemark, Finnland und Tschechien. Er organisierte Konferenzen in Innsbruck und nahm an zahlreichen auswärtigen Konferenzen aktiv teil.
Markus wurde 2009 emeritiert. 2005–2018 war er Direktor des Drittmittelprojekts EDD Online.
Markus ist (Mit-)Verfasser von etwa zwanzig wissenschaftlichen Büchern und über 100 Aufsätzen. Er ist Mitarbeiter von Harenbergs Lexikon der Weltliteratur (1989; 19 Artikel), des Lexikons des Mittelalters (J.B. Metzler, 1999; 8 Artikel) sowie der Routledge Annotated Bibliography of English Studies (ABES) online (66 Rezensionen von Publikationen über mittelenglische Dialektologie). Außerdem war er Verfasser von über 60 wissenschaftlichen Rezensionen und Kurzbeiträgen und 1994 bis 2010 Mitherausgeber der Publikationsreihe Austrian Studies in English (ehemals Wiener Beiträge zur Philologie).

## Forschungsschwerpunkte
Markus beschäftigte sich unter anderem mit mittelenglischer Literatur, Erzähltechnik and Stilistik, Historischer Linguistik, Phonologie, Kontrastiver- and Korpuslinguistik, Englischen Varietäten, Dialektologie, Computerphilologie.
Bekannt wurde er als Leiter des ICAMET (Innsbruck Computer Archive of Machine-Readable English Texts), besonders als Kompilator der beiden historischen Textkorpora: Innsbruck English Letters 1386–1698 und Innsbruck Middle English Prose (beide aus Copyright-Gründen nur auf CD-ROM erhältlich). Als sein Hauptverdienst gilt die Erstellung einer Online-Version des English Dialect Dictionary von Joseph Wright (1898–1905): EDD Online 4.0 (2022).

## Privates
Markus lebt in Innsbruck. Mit seiner Frau Ingrid hat er zwei Söhne, Dirk Markus und Ronald Markus.

## Veröffentlichungen (Auswahl)
- Moderne Erzählperspektive in den Werken des Gawain-Autors. Carl Verlag, Nürnberg/Regensburg 1971 (Neuauflage Lang Verlag, 1987)
- als Hrsg.: Sir Gawain and the Green Knight. Sir Gawain und der Grüne Ritter. Reclam, Stuttgart 1974 (4. Auflage Reclam, Stuttgart 2009)
- Point of View im Erzähltext: Eine angewandte Typologie am Beispiel der frühen amerikanischen Short Story, insbesondere Poes und Hawthornes. Sonderheft 60. Innsbrucker Beiträge zur Kulturwissenschaft, Innsbruck 1985
- Mittelenglisches Studienbuch. UTB Große Reihe. Francke, Tübingen 1990
- English Dialect Dictionary Online: A New Departure in English Dialectology. Cambridge, Cambridge University Press 2021. ISBN 978-1-108-84065-1 (hardback), paperback edition 2023, ISBN 978-1-108-81444-7
- als Hrsg. mit Christian Mair: New Departures in Contrastive Linguistics. Proceedings of the Conference Held at the Leopold-Franzens-University of Innsbruck, Austria, 10–12 May 1991. 2 vols. Anglistische Reihe, 5/6. Innsbrucker Beiträge zur Kulturwissenschaft, Innsbruck 1992
- als Hrsg. mit Clive Upton, Reinhard Heuberger: Joseph Wright’s English Dialect Dictionary and Beyond. Studies in Late Modern English Dialectology. Peter Lang, Frankfurt am Main 2010
- als Hrsg. mit Yoko Iyeiri, Reinhard Heuberger, Emil Chamson: Middle and Modern English Corpus Linguistics. A Multi-dimensional Approach. Studies in Corpus Linguistics 50.  John Benjamins, Amsterdam 2012